# North Cove
Noth Cove – wieś i civil parish w Anglii, w hrabstwie Suffolk, w dystrykcie East Suffolk. W 2001 miejscowość liczyła 464 mieszkańców.